# Aspidoscelis laredoensis
Espèce
Synonymes
- Cnemidophorus laredoensis
McKinney, Kay & Anderson, 1973

Statut de conservation UICN

 LC  : Préoccupation mineure
Aspidoscelis laredoensis est une espèce de sauriens de la famille des Teiidae.

## Répartition
Cette espèce se rencontre :
- aux États-Unis dans le Sud du Texas;
- au Mexique dans le Coahuila et le Nord du Tamaulipas.

## Description
C'est une espèce parténogénique.

## Étymologie
Son nom d'espèce, composé de laredo et du suffixe latin -ensis, « qui vit dans, qui habite », lui a été donné en référence au lieu de sa découverte, le Chacon Creek (en), un ruisseau non loin de Laredo au Texas.

## Publication originale
- McKinney, Kay & Anderson, 1973 : A new all-female species of the genus Cnemidophorus. Herpetologica, vol. 29, p. 361-366.